# Agenor Detofol
Agenor Detofol (n. Erechim, 11 de diciembre de 1989) es un futbolista brasileño que juega como guardameta Actualmente juega en el Criciúma de la Serie C de Brasil.

## Trayectoria
Su debut oficial en el primer equipo del Internacional se dio el 8 de abril de 2008 en el Campeonato Gaucho, era el cuarto arquero del equipo y jugó de titular ya que Renan Brito Soares y Muriel tuvieron hepatitis A y Clemer Melo da Silva un traumatismo craneal.
En 2008, Agenor se inscribió en la Copa Sudamericana con la camiseta 1, en lugar de Renan, que había sido vendido al Valencia. Incluso se quedó en el banco de suplentes en algunos partidos, sobre todo en el segundo partido de la final. En 2009, fue capitán del equipo B del Internacional que ganó la Copa FGF. El mismo equipo fue utilizado en las primeras rondas del Campeonato Gaúcho de 2010. El 19 de abril de 2010, Agenor se presenta como un refuerzo de Criciúma cedido hasta fin de año. Pese a ser un jugador importante en Criciúma, el Inter pidió su regreso al final de la cesión al equipo de Santa Catarina. En febrero de 2015, se anuncia la contratación de Agenor por parte de Joinville por dos años. El 29 de mayo de 2016 se confirma a Agenor como refuerzo para el Sport Recife. El 2 de agosto de 2018 se anuncia como refuerzo del Guarani.

## Clubes
| Club             | País   | Año            | PJ | Goles · |
| ---------------- | ------ | -------------- | -- | ------- |
| SC Internacional | Brasil | 2008-2009      | 11 | 0       |
| Criciúma         | Brasil | 2010           | 39 | 0       |
| Joinville        | Brasil | 2015-2016      | 75 | 0       |
| Sport Recife     | Brasil | 2016-2018      | 17 | 0       |
| Guarani          | Brasil | 2018           | 17 | 0       |
| Fluminense       | Brasil | 2019           | 10 | 0       |
| Criciúma         | Brasil | 2020 - Actual. | 9  | 1       |

## Palmarés
| Título                  | Club          | País   | Año                                |
| ----------------------- | ------------- | ------ | ---------------------------------- |
| Campeonato Gaúcho       | Internacional | Brasil | 2008, 2009, 2011, 2012, 2013, 2014 |
| Copa Sudamericana       | Internacional | Brasil | 2008                               |
| Recopa Sudamericana     | Internacional | Brasil | 2011                               |
| Campeonato Pernambucano | Sport Recife  | Brasil | 2017                               |
| Taça Ariano Suassuna    | Sport Recife  | Brasil | 2017, 2018                         |